# NGC 3189
NGC 3189 — часть спиральной галактики NGC 3190 в созвездии Льва. Открыта Джорджем Стони в 1850 году.

## Описание
Объект представляет собой яркий юго-западный фрагмент галактики NGC 3190, расположенный в созвездии Льва. Он был каталогизирован в январе 1850 года Джорджем Стони — помощником Уильяма Парсонса, который считал, что это отдельный объект «небулярного» типа, а впечатление производил толстый и тёмный пылевой пояс, в более слабый телескоп «разделяющий» галактику на две параллельные части.
Этот объект входит в число перечисленных в оригинальной редакции «Нового общего каталога».

### Данные наблюдений
Согласно морфологической классификации галактик Хаббла и де Вокулёра объект NGC 3099B относится к типу GxyP. Видимая звёздная величина — невооружённым глазом составляет 11,15 ± 0,1 мА.
Юго-западная часть галактики NGC 3190 визуально отделена пылевой полосой от остальной галактики. Это привело к тому, что её приняли за отдельный объект и она получила обозначение NGC 3189.

### Астрономические данные
Радиальная скорость галактики NGC 3189 составляет 1310 км/с, радиус — 5,5 св. года.
По оценкам измерения красного смещения (z = 0,004370) объект NGC 3189 находится на расстоянии  22,18 Мпк от Млечного Пути и имеет диаметр около 11 000 с. л..
По состоянию на стандартную эпоху J2000.0 имеет прямое восхождение (RA) — 10ч 18м 4,2с и склонение (Dec) — +21° 49′ 56″.